# Alfa Centauri Bc
Alfa Centauri Bc é um exoplaneta não confirmado que pode está orbitando em torno de Alpha Centauri B, uma estrela que faz parte do sistema estelar Alpha Centauri, o sistema mais próximo da nossa estrela, o Sol. Ele está localizado a cerca de 4,4 anos-luz de distância a partir da Terra, na constelação de Centaurus. Alfa Centauri Bc não está situado dentro da zona habitável de sua estrela hospedeira. Foi anunciado pela primeira vez em 2013, e foi o segundo exoplaneta proposto nesse sistema, depois de Alfa Centauri Bb. Ele teria um período orbital de aproximadamente 12 dias terrestres, mais longas do que a do suposto planeta Alfa Centauri Bb, atualmente provado que não existe, e é muito menor do que o de Mercúrio.
O teórico planeta extrassolar Alfa Centauri Bc foi detectado em um possível evento de trânsito através de fotometria feita pelo telescópio espacial Hubble, enquanto estava em busca de trânsitos do planeta candidato Alfa Centauri Bb. Este suposto trânsito planetário pode ser devido à presença de um planeta aproximadamente do tamanho da Terra numa órbita a menos de 20 dias.